# Нефротски синдром
Нефротски синдроми су група симптома повезана са поремећајима бубрега. Нефрон филтрира крв и избацује вишак воде. Током нефротског синдрома нефрон не би филтрирао крв. Нефилтриран отпад остаје у телу, те изазива отпадање ткива.
Нефротски синдром се јавља и код деце и одраслих, али деца имају више шансе да га добију. Деца од 1 до 5 година имају већи ризик да добију ову болест.

## Симптоми
- Присуство беланчевина и других протеина у урину у високом нивоу, због непрописног филтрације
- Оток, као последица ’’ћелијског отпада’’ који није избачен путем мокраће
- Повећани број липида (масти) у крви
- Смањен ниво протеин у крви
- Често мокрење
- Повећање тежине због вишка течности у организму